# 木村庄之助 (27代)
27代 木村 庄之助（にじゅうななだい きむら しょうのすけ、1925年12月3日 - 2023年6月22日）は、大相撲の立行司の一人である。木村庄之助としての在位期間は1977年11月〜1990年11月。立浪部屋所属。

## 経歴・人物
本名：熊谷 宗吉（くまがい そうきち）、岩手県盛岡市出身。
1935年の夏に「ひげの伊之助」こと19代式守伊之助（当時は8代木村庄三郎）にスカウトされ、そのまま弟子入り。弟弟子に10代式守与太夫（元三役格）、31代木村庄之助がいた。1936年1月場所、「木村宗吉」の名で初土俵。幕下格時代1947年11月に4代木村玉治郎を襲名。1950年9月に十両格。1956年5月に幕内格。1966年11月に三役格昇格。
1971年暮れに起きた行司のストライキ事件の後、当時の武藏川理事長によって導入された行司の抜擢制度によって、1974年1月に先輩の三役格行司（3代木村正直、2代式守伊三郎）をごぼう抜きし、48歳で立行司に昇格、23代式守伊之助襲名。
1976年11月場所後26代庄之助が停年となったが、この場所で差し違えがあった為、23代伊之助の庄之助昇格は見送られる。5場所の間1人立行司を務めた後の1977年11月に51歳で27代庄之助に昇格した。伊之助在位は23場所。1990年11月場所後停年。最後の取組は横綱北勝海（後に八角）－同旭富士（後に伊勢ヶ濱）。庄之助の在位79場所と立行司在位102場所は行司停年制実施以降では最長で、庄之助として通算1185番を裁いた。停年退職後はダテ企画に所属していた。
37代木村庄之助（5代木村玉治郎→10代木村庄三郎→39代式守伊之助）、40代式守伊之助（11代式守錦太夫）、6代木村玉治郎 、木村寿之介が弟子にあたり、6代玉治郎はその独特の掛け声や所作を継承している。2023年6月22日、老衰のため死去した。97歳没。

## その他
- 入門直後の土俵で取組中に小便がしたくなり取組を中断して土俵を降りて小便して土俵に戻った。取組後兄弟子から「土俵を離れるとは何事だ!」と、怒鳴られ殴られたため行司を辞めようとした。その直後に横綱玉錦三右エ門に呼ばれ「機転が利くな、しっかりやれ」と励まされ五円札[2]を渡されて思いとどまった。「あの時玉錦が声をかけてくれなかったら今の自分はいない」と後に自伝に書いている。
- 1939年1月場所4日目に溜まり小使い（立行司の軍配や草履を持つ下位の行司。現在では廃止）として行司溜まりにいた。この日は横綱双葉山定次が前頭3枚目安藝ノ海節男に敗れる大番狂わせが起きた。つまり、70連勝ならずの歴史的大一番を土俵下で（間近で）見たことになる。
- 48歳での23代伊之助昇進、及び51歳での27代庄之助昇進は現在でも史上最年少の記録である。彼の庄之助昇格の際、史上最年少で横綱に昇進していた北の湖敏満にたとえられ、「行司界の北の湖」と当時のマスコミは表現した。また北の湖の最初の奉納土俵入り（1975年1月場所前）を務めた行司も当時、23代伊之助に昇進したばかりの庄之助であった。
- 1976年11月場所で差し違えをし、場所後の庄之助昇進がなくなり、伊之助は弟子を集めて「今場所限り辞める」と言い出した。しかし、周囲の慰留もあり、辞意を撤回した。
- その北の湖は、彼が立行司昇格後最も多く裁いた横綱でもあった。ちなみに北の湖が初優勝を決めた一番（1974年1月場所千秋楽）や現役最後の一番（1985年1月場所2日目対前頭筆頭多賀竜昇司（後に鏡山））も彼が裁いている。
- 最終場所の千秋楽で勝ち名乗りを受けた力士は同じ一門の横綱旭富士（大島部屋）だったが、旭富士は取組修了後に行司部屋を訪れて庄之助を労った後、庄之助から受けた懸賞金を部屋関係者を通してそのまま庄之助に差出し、感激した庄之助は手刀を切って懸賞金を受け取った。当の庄之助は「一度はやってみたかった」と大変嬉しかったという[3]。
- 立浪部屋所属であった27代庄之助の付け人として、元大関若羽黒朋明と元横綱双羽黒がいた。若羽黒は十両格行司時代、双羽黒は庄之助昇進後に付け人を務めていたという。この2人には現役時代のトラブルが原因で廃業したという共通点がある。
- 千秋楽結びの触れでは、25代、26代と同じ 「この相撲一番にて、千秋楽〜」 と触れていたが、次の28代以降の庄之助全員が24代と同じ 「この相撲一番にて、千秋楽にござりまする〜」 と触れている。なお庄之助に限定しなければ、40代式守伊之助が結びで「この相撲一番にて、千秋楽〜」と触れたこともあるが、「この相撲一番にて、千秋楽にござりまする〜」 と触れたこともある。

## 履歴
- 1936年1月　初土俵・木村宗吉
- 1937年5月　序ノ口格に昇格
- 1939年5月　序二段格に昇格
- 1941年5月　三段目格に昇格
- 1947年6月　幕下格に昇格
- 1947年11月　4代木村玉治郎襲名
- 1950年9月　十両格に昇格
- 1956年5月　幕内格に昇格
- 1966年11月　三役格に昇格
- 1974年1月　立行司に昇格。23代式守伊之助襲名
- 1977年11月　27代木村庄之助襲名
- 1990年12月2日　停年退職

## 著書
- 熊谷宗吉『ハッケヨイ残った』東京新聞出版局（原著1994年1月1日）。ISBN 978-4808304737。